# Beautor
Beautor település Franciaországban, Aisne megyében. Lakosainak száma 2625 fő (2022. január 1.). Beautor Amigny-Rouy, Andelain, Deuillet, La Fère, Servais, Tergnier és Travecy községekkel határos.

## Népesség
A település népességének változása:
| Lakosok száma | 3870 | 3323 | 3114 | 2719 | 2692 | 2695 | 2699 | 2714 | 2718 | 2625 |
|               | 1968 | 1982 | 1990 | 2006 | 2013 | 2015 | 2017 | 2019 | 2020 | 2022 |